# برتبی
برتبی (به انگلیسی: Bretby) یک روستا و محله مدنی در بریتانیا است که در South Derbyshire واقع شده‌است. برتبی ۸۹۳ نفر جمعیت دارد.